# Alexine Tinne
Alexandrine "Alexine" Pieternella Françoise Tinne (La Haya, 17 de octubre de 1835 - Murzuk, Libia, 1 de agosto de 1869) conocida como Alexine Tinne, fue una exploradora holandesa y la primera mujer europea en intentar cruzar el desierto del Sáhara. También fue la primera fotógrafa importante de los Países Bajos.

## Biografía

### Primeros años
Alexine era la hija de Philippe Frédéric Tinne (1772-1844) y la baronesa Henriette van Capellen (1796-1863). Philip Tinne era un acaudalado comerciante holandés que se había establecido en Inglaterra durante las guerras napoleónicas y que más tarde regresó a su tierra natal. Se casó en segundas nupcias con Henriette van Capellen, hija mayor del afamado vicealmirante holandés Theodorus Frederik van Capellen.  
La familia de Alexine se había enriquecido gracias al azúcar de las Indias Occidentales. Su padre tenía sesenta y tres años cuando Alexine nació y murió cuando ella tenía nueve años, dejándola como la mujer más rica de los Países Bajos. Fue educada en su casa y desarrolló gran dominio del piano.
Poco después de la muerte de su padre, Alexine comenzó a emprender largos viajes junto con su madre, Henriette. Primero por Europa, pero en 1855 partieron hacia Egipto. Permanecieron fuera durante dos años, visitando también Líbano, Siria y Palestina. Luego regresaron a La Haya, pero Alexine todavía realizó viajes a Inglaterra, Alemania y Rusia, para luego regresar a Egipto. 

### Viaje a Egipto y Sudán

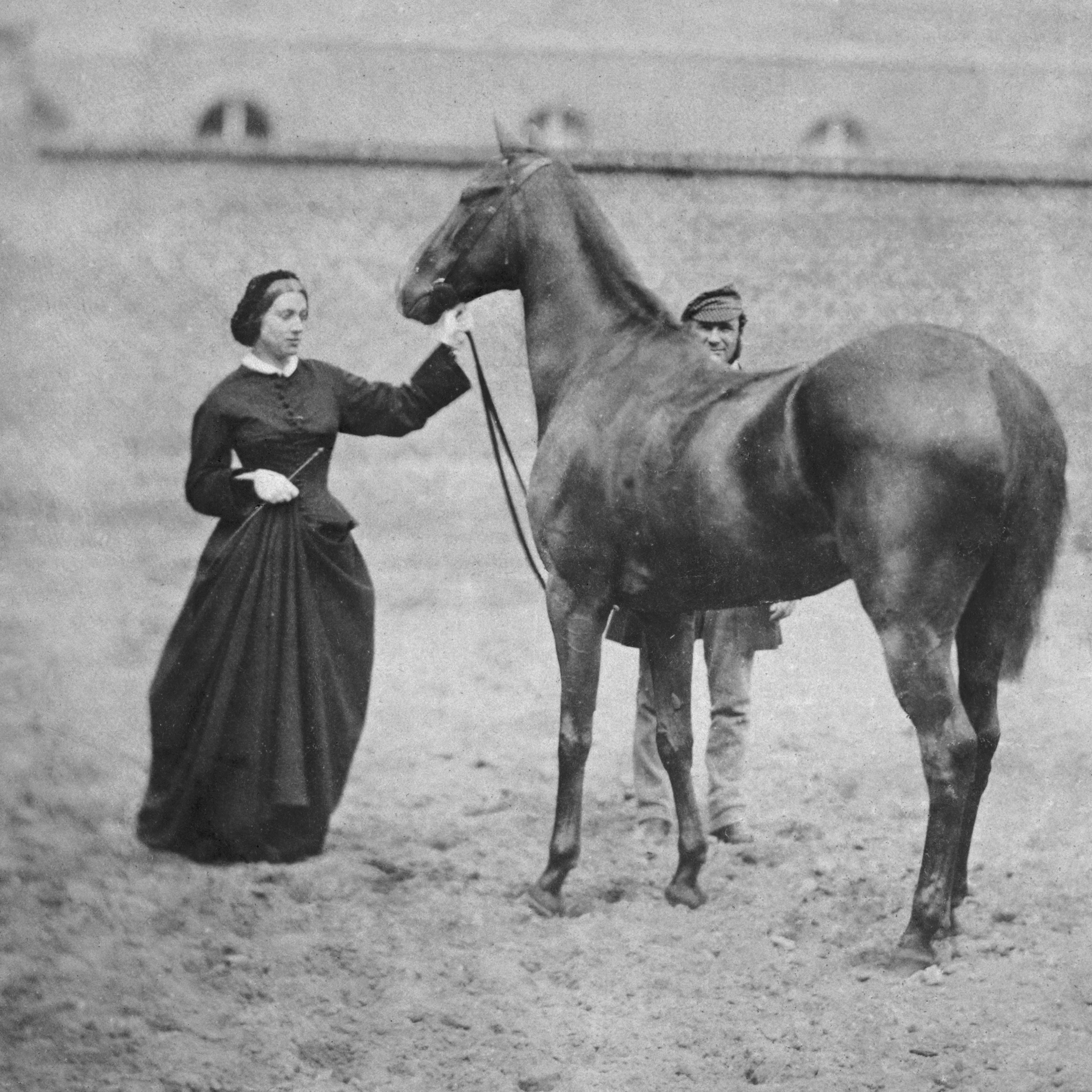
Alexandrine Tinne en la escuela de equitación de Kazernestraat, La Haya. Fotógrafo desconocido, 1860.

Alexine salió de Europa en el verano de 1861 para visitar la región del Nilo Blanco hasta Sudán del Sur. Acompañada por su madre y su tía Adrienne, partió de El Cairo en enero de 1862. En abril de 1862, el grupo llegó a Jartum y un mes después Alexine y Henriette se trasladaron más al sur, cuando el explorador y ornitólogo alemán Theodor von Heuglin se unió al grupo. La tía Adrienne permaneció mientras tanto en Jartum. La expedición subió el Nilo Blanco hasta Gondokoro, siendo las primeras mujeres europeas en llegar allí.  
La caravana de su expedición estaba formada por más de cien camellos, con numerosos baúles que contenían muebles traídos de La Haya, incluidos espejos, camas de hierro, grabados, candelabros. Alexine y su madre viajaron con doce sirvientes que las transportaban en equipos de cuatro. Theodor von Heuglin dijo que le molestaba mucho el ritmo de las mujeres: se negaban a levantarse temprano y su inmenso equipaje causaba constantemente retrasos. 
Alexine cayó enferma y el grupo se vio obligado a regresar. En 1863 iniciaron una segunda expedición por la zona junto a Theodor von Heuglin y Hermann Steudner, en la que perecieron su madre y Steudner.Alexine y su tía abandonaron Jartum en julio de 1864 y volvieron a El Cairo.

### Expedición al Sáhara y muerte
En enero de 1869 Alexine emprendió una expedición para visitar a las tribus tuareg. Partió de Trípoli con una caravana, en la viajas el explorador alemán Gottlob Krause, intentando alcanzar el lago Chad. En Murzuk se encontró con el explorador alemán Gustav Nachtigal, junto al que intentó cruzar el desierto del Sáhara. En la madrugada del 1 de agosto, en la ruta desde Murzuk a Ghat, fue asesinada, junto con dos marineros holandeses de su partida, al parecer por los tuaregs en connivencia con miembros de su escolta.